# Luis Márquez
Luis Alberto Márquez Quezada, más conocido como "El Gordo Márquez" (Guadalajara, Jalisco, México; 10 de febrero de 1995) es un futbolista mexicano, juega como mediocampista y su actualmente se encuentra sin equipo. Es primo del exfutbolista internacional, Rafael Márquez.

## Trayectoria

### Inicios y Club Deportivo Guadalajara
Luis Márquez se unió a las Fuerzas Básicas del Club Deportivo Guadalajara en el año 2012, donde empezó en categorías inferiores como Sub-17 y Sub-20.
Así como también jugar en el equipo de Segunda División Chivas Rayadas.

### Deportivo Tepic
Tras la visoría de Matías Almeyda en Chivas, el técnico decide que el jugador debe pasar una temporada en el Ascenso MX, para poder tener el nivel futbolístico que el requiere para volver a Chivas.
En el Draft Clausura 2017 fue mandado a Deportivo Tepic en calidad de Préstamo.
Márquez realiza su debut oficial el 11 de enero de 2017, en el partido Tepic contra Leones Negros, donde tuvo una buena actuación con el Tepic.

### Club Atlético Zacatepec
A pesar de haber tenido buenas actuaciones, el jugador no vuelve a Chivas por sobrepeso y al ser oficial la desaparición de Coras, el jugador se convierte en nuevo jugador del Club Atlético Zacatepec.
El 13 de septiembre de 2017, hace una destacada actuación ante los Tigres UANL donde los elimina metiendo 2 goles, dándole la victoria al Zacatepec de 1-3.

### Lobos BUAP
Márquez regresa a la Liga MX de la mano de los Lobos BUAP. Para su mala suerte, Luis no tuvo mucha actividad.

### Tampico F.C.
Luego de su mala experiencia en primera división, Luis vuelve al Ascenso con el Tampico Madero.

### Tepatitlán F.C. (Primer etapa)
En 2019, Márquez firma con el Tepatitlán Fútbol Club de la Liga Premier, en dicha escuadra tuvo una participación regular, logrando un subcampeonato del torneo internacional, organizado por la Liga Premier.

### Mineros de Zacatecas
Gracias a su excelente temporada con los Alteños, Luis Márquez es fichado por los Mineros de Zacatecas.

### Tepatitlán F.C. (Segunda etapa)
Después de pasar por varios equipos de la Liga de Ascenso, Márquez regresa al Tepatitlán Fútbol Club pero ahora ya en la Liga de Expansión MX, en dicha escuadra desempeño un gran torneo como uno de los referentes de la escuadra alteña, logrando el doblete con el campeonato de Liga y de la copa de Campeón de campeones, lo que le valío el regreso a la escuadra tapatía.

## Clubes
| Club                       | País   | Año           |
| -------------------------- | ------ | ------------- |
| Deportivo Tepic            | México | 2017          |
| Club Atlético Zacatepec    | México | 2017          |
| Lobos BUAP                 | México | 2018          |
| Tampico Madero Fútbol Club | México | 2019          |
| Tepatitlán F.C.            | México | 2019-2020     |
| Mineros de Zacatecas       | México | 2020          |
| Tepatitlán F.C.            | México | 2021          |
| CD Tapatío                 | México | 2021-presente |

## Palmarés

### Títulos nacionales
| Título               | Equipo         | País   | Año           |
| -------------------- | -------------- | ------ | ------------- |
| Liga de Expansión MX | Tepatitlán F.C | México | Clausura 2021 |
| Campeón de Campeones | Tepatitlán F.C | México | 2020-2021     |